# Język wotycki
Język wotycki (wotski, wocki) – język ugrofiński z grupy bałtycko-fińskiej, używany niegdyś w Ingrii przez lud Wotów. Jest to język zagrożony wymarciem: według wyników rosyjskiego spisu powszechnego z 2020 roku posługuje się nim 21 osób. Według szacunków lokalnego działacza Arvo Survo żyje około 100 osób, które wykazują jakiś stopień znajomości języka wotyckiego. 
Wyróżnia się dialekty zachodni i wschodni, lecz dialekt wschodni wyszedł  z użycia prawdopodobnie w latach 60. XX w.
Język wotycki jest blisko spokrewniony z estońskim i tworzy kontinuum dialektalne z jego wschodnimi gwarami. Wykazuje silne wpływy języków ingryjskiego, fińskiego i rosyjskiego.
W ostatnich latach wzrosło zainteresowanie językiem wotyckim, zwłaszcza wśród ludzi młodych; jego nauczanie rozpoczęto w szkołach i na kursach. W konsekwencji liczba osób deklarujących znajomość tego języka zwiększyła się, jednak nie jest on dla nich językiem ojczystym, lecz obcym (wyuczonym).
W 1930 roku wotycki poeta Dymitr Cwietkow opublikował gramatykę tego języka, a do jego zapisu proponował używać cyrylicy; obecnie jednak stosuje się alfabet łaciński z dodatkowymi znakami diakrytycznymi. Próby stworzenia literatury się nie powiodły.